# Devarim (parasha)
Devarim, D’varim, ou Debarim (דברים — hébreu pour « paroles », le second mot et premier distinctif de la parasha) est la 44e section hebdomadaire du cycle annuel de lecture de la Torah et la première du Livre du Deutéronome.
Elle correspond à Deutéronome 1:1-3:22. Les Juifs de la Diaspora la lisent généralement en juillet ou en août, lors du Shabbat 'Hazon, le sabbath précédant le 9 Av.

## Résumé
Dans la 40e année après l'Exode, Moïse délivre à la première personne des paroles de reproche aux enfants d'Israël, parvenus à l'orée de la terre promise. Il leur rappelle leur comportement rebelle alors que Dieu les comble de bienfaits, évoque la faute des explorateurs, qui avaient mis en doute la capacité d'Israël à vaincre les occupants du pays de Canaan, et la victoire des enfants d'Israël sur les royaumes de Transjordanie. Il insiste sur le fait que Dieu leur offre ainsi un pays déjà construit.

### Divisions de la parasha lors de la lecture complète
La lecture de la parasha à la synagogue le sabbat est traditionnellement divisée en sept sections, pour lesquelles un membre différent de la congrégation est appelé à lire. La première lecture, le rishon, échoit traditionnellement à un cohen, la seconde, appelée sheni, à un levi, les suivantes à un israël (ni cohen ni levi). La septième section comporte une sous-section, le maftir, qui est lu par la personne qui lira ensuite la haftara.
Les sections de la parashat Devarim sont:
- rishon: 1,1-10
- sheni: 1,11-21
- shlishi: 1,22-38
- revi'i: 1,39 à 2,1
- hamishi: 2,2-30
- shishi: 2,31 à 3,14
- shevi'i: 3,15-22
  - maftir:

### Divisions de la parasha lors de la lecture abrégée
Une lecture publique de la parasha fut instaurée par Ezra le Scribe le lundi et le jeudi à la synagogue. Cette lecture, sensiblement plus courte, ne comprend que trois sections, la première réservée au cohen, la seconde au levi, la troisième à un israël
- Section du cohen: Devarim[4]
- Section du levi: Devarim[4]
- Section de l'israël: Devarim[4]

### Maqam
Un maqam est un système de modes musicaux utilisé dans la musique arabe mélodique classique. Les juifs originaires des pays orientaux (Afrique du Nord, Syrie) s'en sont inspirés, et adaptent la mélodie de la liturgie du chabbat en fonction du contenu de la parasha de cette semaine. Ils emploient 10 maqam différents, possédant chacun son usage propre.
Le maqam utilisé lors du sabbath au cours duquel on lit la parashat Devarim devrait être le Maqam Rast, marquant l'initiation de la lecture du Deutéronome. Cependant, la parashat Devarim ayant toujours lieu lors du shabbat hazon, le sabbath précédant le 9 Av, le Maqam employé est celui de Hijaz, commémorant la destruction des Temples de Jérusalem.

## Devarim dans la tradition rabbinique
- Le Targoum Onkelos, traduction rabbinique de la Torah en araméen, diffère sensiblement du texte dans le premier verset. En effet, alors que celui-ci ne semble contenir que des indications géographiques, Onkelos

Miqra (traduction du Rabbinat) : Ce sont là les paroles que Moïse adressa à tout Israël en deçà du Jourdain, dans le désert, dans la plaine en face de Souf, entre Pharan et Tofel, Labân, Hacéroth et Di-Zahab.
Targoum d'Onkelos : Moïse les a réprimandés, parce qu’ils avaient pêché dans le désert et parce qu’ils avaient attiré la colère divine dans la vallée de Moab, parce qu’ils avaient murmuré contre Dieu à la Mer des Joncs (Souf) et face à Pharan, parlé en termes désapprobateurs (Tofel) de la manne (Laban), émis à Hacéroth des critiques à propos de la viande, et érigé auparavant le veau d'or (Di-Zahav). (voir aussi le commentaire de Rachi sur ce verset)

## Commandements
La Torah comporte, selon la tradition rabbinique, 613 prescriptions. Différents sages ont tenté d'en établir un relevé dans le texte biblique.

### Selon Maïmonide
Selon l'un de ces computs les plus célèbres, le Sefer Hamitzvot de Moïse Maïmonide, la parashat Devarim comporte trois prescriptions négatives:
- Le juge ne peut se laisser intimider lors d'un jugement (Dt 1,17.)
- Il est interdit de nommer au poste de juge une personne non instruite dans les lois de la Torah, même si elle a par ailleurs d'autres connaissances et qualités (Dt 1,17.)
- Les guerriers ne peuvent craindre leurs ennemis, ni pendant la bataille (Dt 3,22.)

### Selon le Sefer HaHinoukh
Selon le Sefer HaHinoukh, il y a deux prescriptions négatives dans cette parasha:
- Il est interdit d'investir un juge ne possédant pas à fond la connaissance de la Loi, écrite et orale (Dt 1,17.)
- Il est interdit au juge de se laisser intimider par crainte d'un homme (Dt 1,17.)

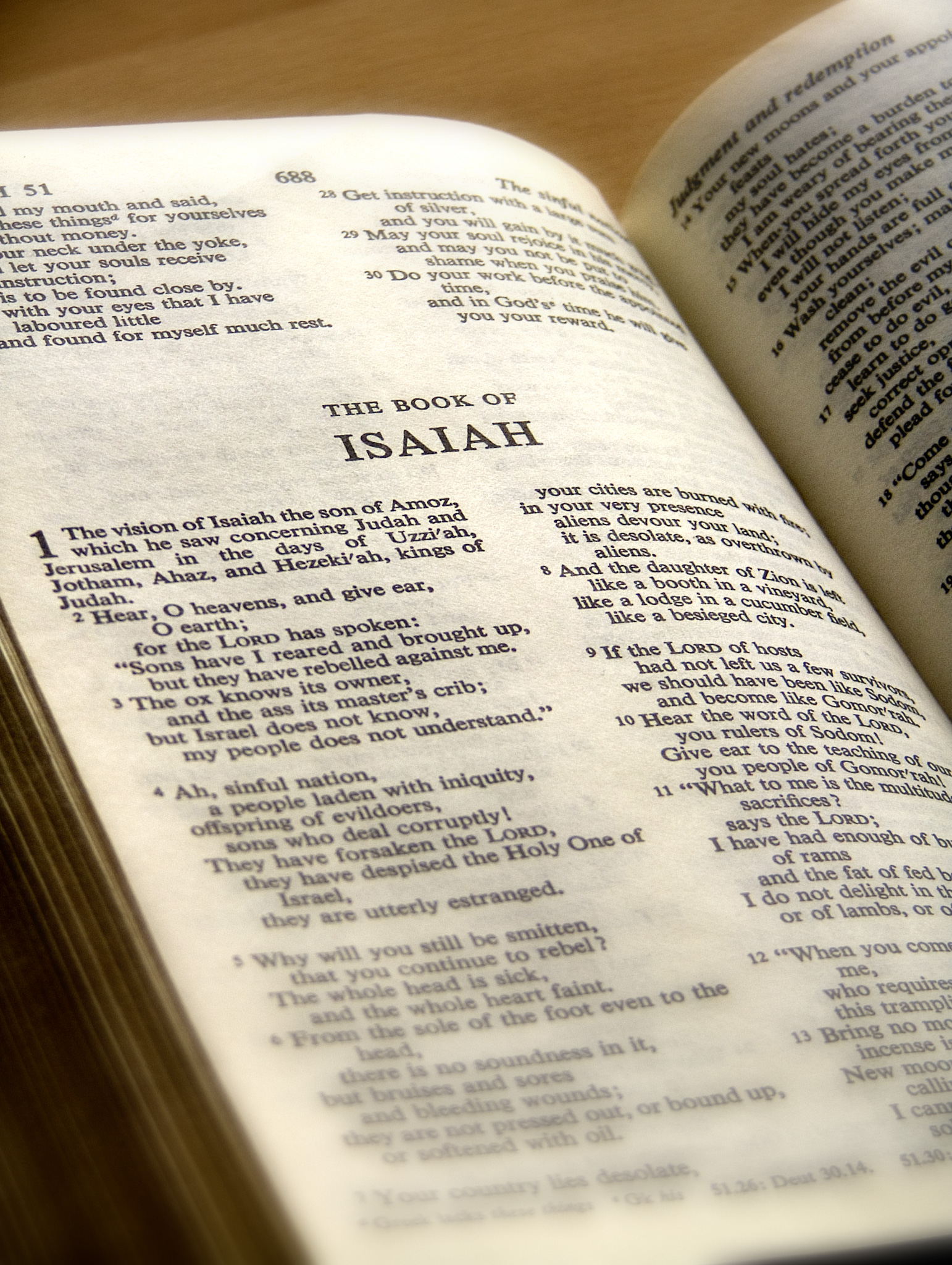
La haftara de la parashat Devarim

## Haftara
La haftara est une portion des livres des Neviim ("Les Prophètes") qui est lue publiquement à la synagogue après la lecture de la Torah. Elle présente généralement un lien thématique avec la parasha qui l'a précédée.
La haftara de la parashat Devarim est Isaïe 1:1–27, commençant par le mot « 'hazon (vision), » dont le nom du sabbath au cours duquel se lit la parashat Devarim, Shabbat 'Hazon. 
La haftara ne présente pas de lien direct avec la parasha, mais décrit une vision de la destruction du Temple, commémorée par les Juifs à Tisha BeAv.